# Club Deportivo FAS
El Club Deportivo FAS, o simplemente FAS, es una entidad deportiva profesional de la ciudad de Santa Ana, El Salvador. Fue fundado el 16 de febrero de 1947 durante la reunión de los representantes de los combinados de la ciudad en el local de la Escuela de Artes y Oficios "José Mariano Méndez". Es uno de los clubes de mayor prestigio en el país, es conocido por su sección de fútbol profesional, y es el equipo junto con Alianza los equipos con más ligas ganadas  de la Primera División, así mismo es el único club que ha participado en cada una de las temporadas de la Liga Mayor desde su fundación hasta la fecha. Disputa sus partidos como local desde 1963 en el Estadio Óscar Alberto Quiteño, denominado popularmente como «La cueva del tigre», que cuenta con una capacidad de 17 500 espectadores, el tercero de mayor tamaño en El Salvador.
La gestión del equipo es responsabilidad de la empresa estadounidense llamada Ssports Inc, que es administrada desde el 25 de diciembre de 2024 tras la adquisición total de los derechos. 
Fue el club más laureado en la historia de la Primera División, con 19 títulos ligueros, hasta que Alianza Fútbol Club lo empató en 2025. Es el único equipo en la historia de El Salvador con la mayor participación en la liga con más de 100 temporadas en Primera División desde su fundación, nunca ha descendido. Mientras que en el máximo torneo de Concacaf de clubes, la Liga de Campeones, el FAS ha disputado una final. En cuanto a títulos conquistados, fue el último equipo salvadoreño en ganar la liga en 1979. También ha sido el único club salvadoreño en participar en la Copa Interamericana en 1980.
En el plano deportivo el equipo rojiazul mantiene una rivalidad con varios clubes. En El Salvador la rivalidad se da con el Águila —equipo con el que se tiene rivalidad desde los 1980 que es conocido como «Superclásico»—, con el Alianza —equipo frente al que posee la mayor disputa reciente en los partidos conocidos como «Clásico Del Odio»—, Isidro Metapán —con el que disputa el «Derbi Santaneco»—, Luis Ángel Firpo —con el que disputa los partidos conocidos como el «Clásico de los 90's»

## Historia
La historia del FAS se remonta al 16 de febrero de 1947, durante la reunión de los representantes de los combinados de la ciudad en el local de la Escuela de Artes y Oficios José Mariano Méndez, acuerdan la creación de un solo equipo que luego tendría el nombre de «Futbolistas Asociados Santanecos», abreviado a «FAS». El club fue afiliado a la Federación Salvadoreña de Fútbol en 1948, participando en el Campeonato salvadoreño. Actualmente se desempeña en la Primera División de El Salvador, siendo a la fecha, el equipo salvadoreño más antiguo que se ha mantenido en la máxima categoría del mencionado torneo desde su llegada en 1947.

## Cronología de movilidad interdivisional
| - 1948–act. Primera División (L1) |

 L1 = Máxima categoría del Sistema de ligas de fútbol de El Salvador

## Símbolos

### Escudo
El escudo distintivo de esta institución deportiva ha cambiado varias veces. Originalmente desde su fundación en 1947, consistía en las letras estilizadas F A S, que se tejían en un solo símbolo. posteriormente se agrega una circunferencia que encierra dichas letras, el color del dicho borde originalmente era azul o negro.
 , 

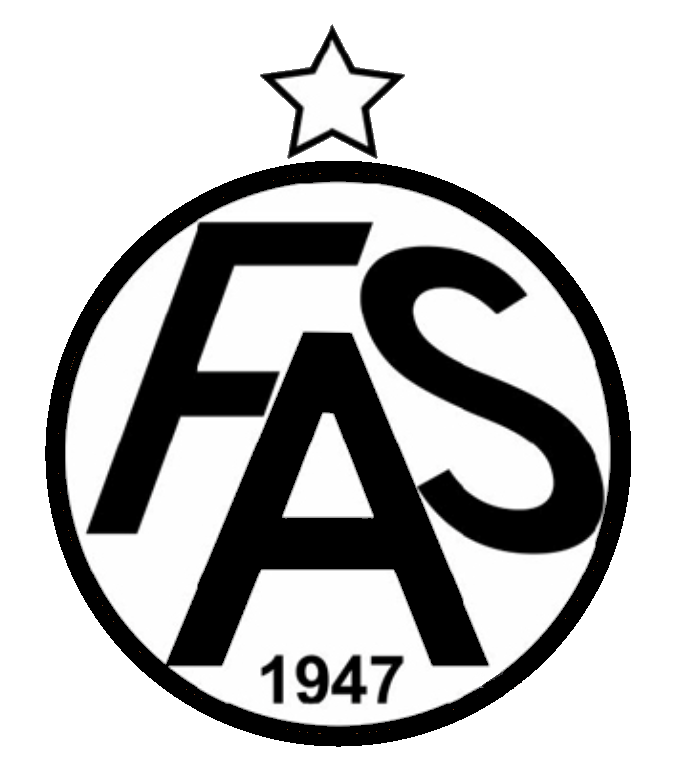
Escudo "retro" de Club Deportivo FAS

Nuevo Escudo FAS

La versión moderna del escudo ha evolucionado en varias etapas a partir de la versión de los 80's. Las características principales del mismo son: 
- Forma: El escudo es de forma ovalada.
- Colores: Predominan los colores azul y blanco.
- Diseño central: En el centro del escudo se encuentra un tigre, que es el símbolo y mascota del equipo.
- Diseño lateral: En los bordes izquierdo y derecho del escudo se encuentra tres rayas rojas de cada lado, representando las rayas del símbolo, el tigre.
- Leyenda: En la parte superior del escudo, se puede leer C.D. FAS en letras azules, representando las iniciales del club. Mientras que en la parte superior del escudo, esta Santa Ana y El Salvador en letras azules, representando la ciudad y el país donde fue fundado respectivamente.

A partir del torneo Clausura 2019, el equipo vuelve a utilizar el popularmente conocido escudo del tigre.

### Himno
«La Sinfónica J.B. - Disco FAS»— es una canción compuesta por el compositor salvadoreño Jaime Bolaños. Es el himno del equipo «rojiazul», y es cantada al principio de sus partidos en el estadio Óscar Alberto Quiteño de Santa Ana.

## Uniforme

### Diseño
El primer uniforme oficial y colores que propuso Don Manuel Monedero para el club asociado fueron azul y amarillo, con una camisa amarilla y un pantalón corto azul al igual que las medias. Esto fue utilizado hasta 1962 cuando los colores fueron cambiados a todo negro.
La intención original desde los inicios era conseguir un uniforme azulgrana. Sin embargo, con nuevos propietarios los colores se actualizaron a los colores utilizados actualmente. A partir de 1989, este uniforme sería reemplazado por uno que por estatutos sería el uniforme oficial para siempre una camisa azul-roja, con un pantalón corto blanco y medias rojas. Los colores azul, azul marino y amarillo como uniforme alternativo.
El uniforme titular usa los tradicionales colores del club: rojo, azul y blanco, siendo en este caso el colores azul y rojo el predominante. El cuello de la camiseta es una mezcla del clásico cuello redondo. Además de franjas anchas a cada lado en la izquierda azul y derecha en color rojo y además a veces en unas temporadas aparece con rayas rojas y azules esto dependiendo del estilo de la marca. El uniforme visitante hizo en un estilo muy clásico con cuello en v. Es de color amarillo, azul marino y azul con una franja ancha frontal en color amarillo y los demás azul marino. La versión alternativa es idéntica al de visitante en diseño y características, fue diseñado en color azul marino, amarillo y azul, siendo en general el azul marino el color predominante pero frontalmente dividido al centro de las colores amarillo y azul.
| 1963–65 | 1979 | 1980–91, 1994– 2015. | Ap. 2018 - Cl. 2019 | 2021 - 2022 | 2022 - |

### Marcas y patrocinadores
A continuación se enumeran en orden cronológico el fabricante de las indumentarias y el principal patrocinador con aparición en la playera del club, que han tenido desde 2011.
| Período   | Proveedor | Patrocinador principal |
| --------- | --------- | ---------------------- |
| 2011      | Milan     | Pilsener               |
| 2012-2014 | Mitre     | Alba Petroleos         |
| 2014-2016 | Galaxia   | Galaxia                |
| 2016–2019 | Milan     | Tigo                   |
| 2019-2024 | Joma      | Tigo                   |
| 2024-Act. | Umbro     | Cementos Fortaleza     |

## Estadio

### Finca Modelo - Primera sede
Desde la fundación del FAS en el año de 1947, el primer escenario futbolístico del equipo tigrillo y de Santa Ana fue la cancha de la Finca Modelo, ubicada en el sector noreste de la ciudad de Santa Ana. Esta cancha era la más significativa de la ciudad en aquel entonces y por ende era la indicada para albergar juegos del equipo y es donde FAS ganó sus primeros 5 campeonatos del fútbol nacional. La afición santaneca y de otros departamentos del occidente del país colmaban las instalaciones de este complejo deportivo para ver al equipo en cada juego.

### Estadio Municipal de Santa Ana - La Nueva Casa
Fue el 17 de octubre de 1962 cuando se realizó una reunión para iniciar la preparación para la construcción del nuevo estadio, con el objetivo y la necesidad de crear en la ciudad un escenario digno para el campeón y que diera mayores facilidades así como más comodidad a la afición tigrilla y que cumpliera con las exigencias de un gran equipo Salvadoreño. La sociedad santaneca unió esfuerzos y emprendió una campaña en pro la construcción del mejor estadio deportivo de la zona occidental.
Dicha reunión fue dirigida por el presidente del Comité pro construcción, el Sr. Armando Tomás Monedero, mucho había que hablar de esta empeñosa tarea, fue una jornada agotadora pero plagada de grandes ideas y sueños en la cual resaltarían el orgullo del Santaneco por su tierra. Al final de dicha sesión el secretario del comité, el profesor Juan Antonio Santos Moscott cerró con la frase: «Da tu ayuda hoy y mañana recibirás tu recompensa».
El domingo 9 de diciembre de 1962, a las ocho de la mañana ya una enorme cantidad de personas llegaba al Parque Libertad, exactamente frente al portón de la Alcaldía Municipal, donde varios vehículos, incluso carretones de mano, se disponían a seguir los carros del comité, pero eran los grupos que iban a pie los que encabezaban el desfile junto a las autoridades respectivas.
En los días posteriores siguieron lloviendo colones y grandes cantidades de materiales como arena y cal que aunque no eran suficientes para cubrir las necesidades eran una señal de esperanza de que la obra podía iniciar y continuarse.
Las reuniones en el Club Atlético continuaron realizándose muy constantemente para poder organizar la ayuda y coordinar los esfuerzos que llegaban cada día. Y fue así como FAS pre-inaugura dicho escenario deportivo producto del esfuerzo de la ciudadanía Santaneca y con la ayuda del desaparecido Instituto de Urbanización Rural, con un encuentro de carácter internacional un 3 de febrero de 1963 contra el equipo Oro de México el cual dicho sea de paso fue ganado por el cuadro visitante.

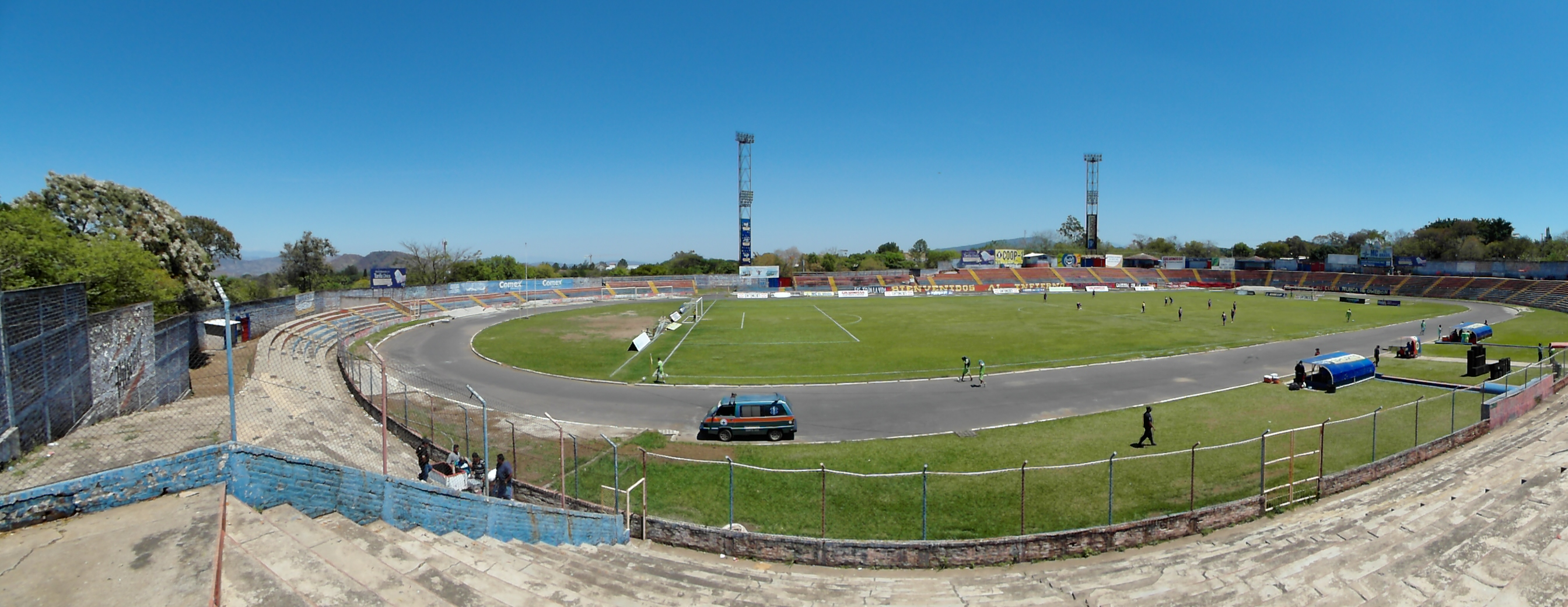
Estadio Óscar Quiteño.

### Estadio Óscar Alberto Quiteño
El 15 de mayo año de 1977 fue nombrado en honor al portero Óscar Quiteño, quien falleció el 13 de diciembre de 1964, cuando FAS disputó un encuentro contra el Orión de Costa Rica, en este estadio después de haber recibido un fuerte impacto en el pecho en un tiro libre y cual marcaría un dolor inmenso en la afición tigrilla. El inmueble pertenece a la Alcaldía Municipal de Santa Ana, pero es administrado en calidad de comodato por el FAS para su cuidado y administración.
Tiene capacidad para albergar a 17 500 personas, con las últimas ampliaciones que se le han hecho y es el estadio más grande de la zona occidental de El Salvador. Cuenta con cuatro torres de iluminación, cada una con 12 faroles. Además dispone de 10 puertas de acceso y 6 a la cancha, la cual está cubierta con grama Bermuda Neozelandeza y tiene una extensión de 105 x 70 metros.
Actualmente se realizan trabajos de remodelación para que el equipo Club Deportivo FAS pueda disputar sus juegos por el torneo de Concachampions como local, dichos trabajos incluyen remodelación en los banquillos de jugadores suplentes y cuerpo técnico, así como el engramillado de la cancha, pintura general interior y exterior, nuevas luminarias.

## Datos del club
- Puesto histórico: 1.º
- Temporadas en Primera División: 101 (todas).
- Mejor puesto en la liga: 1.º.
- Peor puesto en la liga: 11.º
- Mayor número de puntos en una temporada: 99 (1978-79).
- Mayor número de goles en una temporada: 131 (1978-79).
- Mayor victoria: 11 - 0 ante Independiente (Primera División, 3 de mayo de 1959).
- Mayor derrota: 1 - 7 ante Alianza (Primera División, 29 de octubre de 1989).
- Jugador con más goles: David Arnoldo Cabrera (242 goles en competiciones oficiales).
- Equipo filial: FAS Reserva.

## Junta directiva
- Presidente: 
  José Sincuir
- Presidente de Honor: 
  Jorge González Barillas

## Presidentes
- Samuel Zaldaña Galdámez (1947 - 1960)
- Armando Tomás Monedero (1961 - 1980)
- Manuel Monedero (1981 - 1985)
- Óscar Monedero (1986 - 1994)
- Roberto Mathies Hill (1995 - 1995)
- José Reynaldo Valle (1996 - 2009)
- Byron Rodríguez (2009 - 2010)
- Margarita Jaramillo (2010 - 2011)
- David Linares (2011 - 2012)
- Rafael Villacorta (2012 - 2014)
- Byron Rodríguez (2014 - 2016)
- Guillermo Moran (2016 - 2022)
- Emerson Ávalos (2022 - 2023)
- Mayra Alejandrina Esquivel (2023 - 2024)
- José Sincuir  (2025 - Actualidad)

## Jugadores

### Plantilla Apertura 2025
- Los equipos salvadoreños están limitados por la FESFUT a tener en su plantel un máximo de cuatro futbolistas extranjeros.

### Altas Apertura 2025
| Altas           | Altas    | Altas                     | Altas | Altas  |
| Jugador         | Posición | Procedencia               | Tipo  | Fuente |
| --------------- | -------- | ------------------------- | ----- | ------ |
| Diego Chavez    |          | 11 Deportivo              | Libre | [ 2 ]  |
| Roberto Melgar  |          | Luis Ángel Firpo          | Libre | [ 3 ]  |
| Miguel Murillo  |          | 11 Deportivo              | Libre | [ 4 ]  |
| Yan Maciel      |          | Atlético Catalano         | Libre | [ 5 ]  |
| Nelson Bonilla  |          | Terengganu                | Libre | [ 6 ]  |
| Dustin Corea    |          | Real Estelí               | Libre | [ 7 ]  |
| Diogo Figueiras |          | Penya Encarnada d'Andorra | Libre | [ 8 ]  |

### Bajas Apertura 2025
| Bajas            | Bajas    | Bajas        | Bajas                    | Bajas  |
| Jugador          | Posición | Destino      | Tipo                     | Fuente |
| ---------------- | -------- | ------------ | ------------------------ | ------ |
| Mathías Goyeni   |          | Bandera de ? | Finalización de contrato | [ 9 ]  |
| Jorge Ramos      |          | Bandera de ? | Finalización de contrato | [ 9 ]  |
| Elcarlos Gómes   |          | Bandera de ? | Finalización de contrato | [ 9 ]  |
| Rodrigo Rivera   |          | Hércules     | Finalización de contrato | [ 9 ]  |
| Emerson Sandoval |          | Platense     | Finalización de contrato | [ 9 ]  |
| Bryan Tamacas    |          | Hércules     | Finalización de contrato | [ 9 ]  |
| José Zaldaña     |          | Bandera de ? | Finalización de contrato | [ 9 ]  |
| Nelson Rodríguez |          | Águila       | Finalización de contrato | [ 9 ]  |
| Nelson Martínez  |          | Platense     | Finalización de contrato | [ 9 ]  |
| Henry Sincuir    |          | Bandera de ? | Finalización de contrato | [ 9 ]  |
| Bryan Ríos       |          | Platense     | Transferibles            | [ 9 ]  |
| Samuel Rosales   |          | Bandera de ? | Transferibles            | [ 9 ]  |
| René Dueñas      |          | Bandera de ? | Transferibles            | [ 9 ]  |
| Luis Hernández   |          | Bandera de ? | Transferibles            | [ 9 ]  |

### Goleadores

#### Máximos goleadores históricos
| N.° | Jugador                     | Temporadas                | Goles |
| --- | --------------------------- | ------------------------- | ----- |
| 1   | David Arnoldo Cabrera       | 1966 - 1986               | 242   |
| 2   | Williams Reyes              | 2001 - 2005 y 2009 - 2013 | 89    |
| 3   | Alejandro de la Cruz Bentos | 2001 - 2015               | 85    |
| 4   | Jorge "Mágico" González     | 1977 - 1982 y 1991 - 1999 | 73    |
| 5   | Raúl Casadei                | 1974 - 1980               | 71    |
| 6   | Eduardo Pineda              | 1947 - 1961               | 67    |
| 7   | Ricardo Valencia            | 1949 - 1961               | 62    |
| 8   | Guillermo Rivera            | 1988 - 1998               | 58    |
| 9   | Odir Jacques                | 1967 - 1970               | 49    |
| 10  | Elmer Acevedo               | 1966 - 1972               | 47    |

#### Goleadores en Primera División
| N.° | Jugador               | Torneo        | Goles |
| --- | --------------------- | ------------- | ----- |
| 1   | Omar Muraco           | 1957-58       | 39    |
| 2   | Héctor D'Adderio      | 1959          | 29    |
| 3   | Mario Monge           | 1961-62       | 16    |
| 4   | David Arnoldo Cabrera | 1972          | 15    |
| 5   | David Arnoldo Cabrera | 1981          | 20    |
| 6   | David Arnoldo Cabrera | 1983          | 16    |
| 7   | Ever Hernández        | 1984          | 17    |
| 8   | Williams Reyes        | Clausura 2004 | 14    |
| 9   | Nicolás Muñoz         | Apertura 2004 | 12    |
| 10  | Néstor Ayala          | Apertura 2006 | 12    |
| 11  | Williams Reyes        | Apertura 2009 | 11    |
| 12  | Luis Perea            | Clausura 2018 | 14    |
| 13  | Bladimir Díaz         | Clausura 2022 | 9     |

### Números retirados
10 -  Mágico González, Delantero (1977-82; 1991-99)

## Seguidores

### Turba Roja
Club Deportivo FAS como uno de los equipos de tradición del fútbol nacional posee aficionados a lo largo de todo el territorio salvadoreño y también más allá de las fronteras, especialmente con las comunidades de salvadoreños residentes en los Estados Unidos. El nombre que los aficionados toman para sí es FASista — derivado de la abreviatura FAS y sin relación a la ideología política homófona — o FAStaneco, siendo este último más utilizado por los aficionados oriundos de la ciudad de Santa Ana.
La Turba Roja se formó como una expresión de apoyo incondicional al Club Deportivo FAS. La fundación y origen específicos pueden variar, pero generalmente estas barras bravas se forman por un grupo de seguidores apasionados que comparten el amor por el equipo.
Las barras bravas suelen ser conocidas por sus cánticos, banderas, pancartas y otros elementos visuales y auditivos que utilizan para alentar a su equipo. La Turba Roja, como otras barras bravas, ha desarrollado tradiciones y rituales específicos que forman parte de la cultura futbolística en El Salvador.
La Turba Roja está presente en los partidos del Club Deportivo FAS, tanto en su estadio como en encuentros de visitante. Su participación es una parte integral de la atmósfera durante los partidos y a menudo despliegan coreografías y muestras de apoyo creativas. Las barras bravas, incluida la Turba Roja, suelen tener una relación cercana con el club y los jugadores. A través de su apoyo apasionado, buscan motivar y respaldar al equipo, creando una conexión especial entre los seguidores y los futbolistas. 
A lo largo de los años, las barras bravas han enfrentado críticas y controversias en diferentes partes del mundo debido a comportamientos problemáticos, como violencia o vandalismo. Es importante señalar que no todos los miembros de una barra brava participan en actividades controvertidas y que la mayoría de los seguidores simplemente buscan alentar a su equipo.
Las barras bravas, como la Turba Roja, han tenido un impacto significativo en la cultura futbolística en El Salvador. Su presencia agrega emoción y pasión a los partidos, convirtiéndolos en eventos más memorables y atmosféricos.

## Palmarés
Nota: en negrita competiciones vigentes en la actualidad. Indicado el récord del torneo  y el compartido 

### Torneos nacionales (19/26)
| Competiciones nacionales                | Títulos | Subcampeonatos |
| --------------------------------------- | --- | --- |
| Primera División de El Salvador (19/24) | 1951-52, 1953-54, 1957-58, 1961-62, 1962, 1977-78, 1978-79, 1981, 1984, 1994-95, 1995-96, Cl. 2002, Ap. 2002, Ap. 2003, Ap. 2004, Cl. 2005, Ap. 2009, Cl. 2021 y Ap. 2022. | 1950-51, 1959, 1960-61, 1964, 1967-68, 1968-69, 1970, 1983, 1987-88, 1993-94, 1997-98, Cl. 1999, Cl. 2001, Cl. 2004, Cl. 2006, Ap. 2006, Ap. 2007, Cl. 2008, Cl. 2011, Cl. 2013, Ap. 2013, Ap. 2015, Ap. 2019, Ap. 2024. |
| Copa El Salvador (0/2)                  | | 2014, 2016-17. |

### Torneos internacionales (2/1)
| Competiciones internacionales               | Títulos | Subcampeonatos |
| ------------------------------------------- | ------- | -------------- |
| Copa de Campeones (1/0)                     | 1979.   |                |
| Copa Interamericana (0/1)                   |         | 1980.          |
| Torneo Centroamericano de la Concacaf (1/0) | 1979    |                |